# Kenya Airports Authority
Kenya Airports Authority (KAA) ist eine kenianische Behörde mit Sitz in Nairobi. Sie ist Eigentümer und Betreibergesellschaft von neun zivilen Flughäfen und Flugplätzen in Kenia sowie für die Genehmigung und Kontrolle von privaten Flugplätzen zuständig. Die Gründung erfolgte 1992 durch einen Parlamentsbeschluss der damals regierenden Kenya African National Union. Der KAA Act regelt in Kapitel 395 die Befugnisse und Aufgaben der Behörde.

## Geschäftsfelder
Neben der Verwaltung und Instandhaltung der Flughafengebäude- und Einrichtungen, stellt die KAA auch Bodenverkehrsdienste sowie Rettungsdienst und Flughafenfeuerwehr bereit. Folgende Flughäfen bzw. Flugplätze stehen unter der Verwaltung der KAA:

### Flughäfen
- Flughafen Jomo Kenyatta International – Nairobi
- Flughafen Moi International – Mombasa
- Eldoret International Airport – Eldoret
- Flughafen Nairobi Wilson International – Nairobi
- Kisumu Airport – Kisumu
- Isiolo Airport – Isiolo
- Malindi Airport – Malindi
- Wajir Airport – Wajir

### Flugplätze
- Lokichoggio Airport – Lokichoggio
- Manda Airport – Lamu / Manda
- Ukunda Airport – Diani Beach